# Interferencja (pedagogika)
Interferencja (łac. inter ‘między’ + ferre ‘nieść’)  – w pedagogice: nakładanie się na siebie wiedzy lub informacji, a także wpływ wyrobionych już nawyków na powstawanie nowych.
Interferencja może być procesem hamującym, kiedy jako reakcję na ten sam bodziec wytwarzają się dwa nawyki (hamowanie asocjacyjne), przy czym jeden hamuje drugi, lub kiedy zachodzi reprodukcja nawyku (hamowanie reproduktywne), czyli kiedy uwarunkowanie konkurencyjnym charakterem nawyków uniemożliwia odtworzenie żadnego z nich mimo ich wcześniejszego utrwalenia. 
Wyróżnić można interferencję retroaktywną, gdy nowy przyswajany materiał powoduje zapominanie starszego, oraz interferencję proaktywną, gdy materiał przyswojony wcześniej uniemożliwia przyswojenie nowego.